# Manuel Contepomi
Pas d'image ? Cliquez ici

a Compétitions nationales et continentales officielles uniquement.

b Matchs officiels uniquement.
Dernière mise à jour le 12 août 2019.
Manuel Contepomi, né le 20 août 1977, est un joueur argentin de rugby à XV évoluant au poste de centre.
Il est le frère jumeau du joueur Felipe Contepomi.

## Biographie
Il a commencé à jouer au rugby pour le Club Newman, un club de Buenos Aires.
Il a eu sa première cape le 15 août 1998 contre l'équipe des États-Unis.
En 2005, il quitte son club formateur pour rejoindre le Bristol Rugby en Angleterre, ou il joue jusqu'en 2006, avant de rejoindre le club italien Rugby Rovigo.
Il rejoint le Club Newman en 2007, avant de se retirer en 2008.
Il devient entraîneur au sein du Club Newman et commence à travailler en tant que commentateur de rugby sur la chaîne ESPN en Argentine.

## Statistiques en équipe nationale
- 38 sélections en équipe d'Argentine.
- 9 essais (45 points).
- Sélections par saison : 5 en 1998, 5 en 1999, 6 en 2003, 9 en 2004, 2 en 2005, 2 en 2006 et 9 en 2007.
- Participation à la coupe du monde 1999 (3 matchs, 2 comme titulaire).
- Participation à la coupe du monde 2003 (2 matchs, 2 comme titulaire).
- Participation à la coupe du monde 2007 (6 matchs, 6 comme titulaire).